# Ла-Побла-да-Лільєт
Ла-По́бла-да-Лільє́т (кат. La Pobla de Lillet, вимова літературною каталанською [łə 'pɔ́płə də łi'λεt]) - муніципалітет, розташований в Автономній області Каталонія, в Іспанії. Код муніципалітету за номенклатурою Інституту статистики Каталонії - 81666. Знаходиться у районі (кумарці) Барґаза (коди району - 14 та BD) провінції Барселона, згідно з новою адміністративною реформою перебуватиме у складі Баґарії (округи) Центральна Каталонія. 

## Назва муніципалітету
Назва муніципалітету походить від кат. pobla - "поселення" та кат. l'illet - "острівець", або від лат. liliētum - "поле лілей".

## Населення
Населення міста (у 2007 р.) становить 1.322 особи (з них менше 14 років - 7,2%, від 15 до 64 - 63,1%, понад 65 років - 29,7%). У 2006 р. народжуваність склала 10 осіб, смертність - 25 осіб, зареєстровано 2 шлюби. У 2001 р. активне населення становило 586 осіб, з них безробітних - 60 осіб.

Серед осіб, які проживали на території міста у 2001 р., 1.142 народилися в Каталонії (з них 956 осіб у тому самому районі, або кумарці), 237 осіб приїхало з інших областей Іспанії, а 9 осіб приїхало з-за кордону. 

Вищу освіту має 6% усього населення. 

У 2001 р. нараховувалося 552 домогосподарства (з них 28,3% складалися з однієї особи, 29,2% з двох осіб,24,6% з 3 осіб, 13,4% з 4 осіб, 3,4% з 5 осіб, 0,9% з 6 осіб, 0,2% з 7 осіб, 0% з 8 осіб і 0% з 9 і більше осіб).

Активне населення міста у 2001 р. працювало у таких сферах діяльності : у сільському господарстві - 4%, у промисловості - 33,5%, на будівництві - 13,3% і у сфері обслуговування - 49,2%. 

 У муніципалітеті або у власному районі (кумарці) працює 350 осіб, поза районом - 248 осіб.

### Безробіття
У 2007 р. нараховувалося 59 безробітних (у 2006 р. - 71 безробітний), з них чоловіки становили 30,5%, а жінки - 69,5%.

## Економіка

### Підприємства міста

#### Промислові підприємства
| \| Промислові підприємства міста, за сферою діяльності \| Промислові підприємства міста, за сферою діяльності \| Промислові підприємства міста, за сферою діяльності \| \| Рік \| 2002 р. \| 2001 р. \| \| --------------------------------------------------- \| --------------------------------------------------- \| --------------------------------------------------- \| \| Енергетичні та водні ресурси \| 7,1% \| 8,3% \| \| Хімія та метали \| 7,1% \| 8,3% \| \| Переробка металів \| 7,1% \| 8,3% \| \| Продукти харчування \| 7,1% \| 8,3% \| \| Текстиль \| 28,6% \| 33,3% \| \| Виробництво меблів, видання \| 28,6% \| 25% \| \| Інше \| 14,3% \| 8,3% \| \| Усього підприємств \| 14 \| 12 \| |         |         |
| Промислові підприємства міста, за сферою діяльності |         |         |
| Рік | 2002 р. | 2001 р. |
| Енергетичні та водні ресурси | 7,1%    | 8,3%    |
| Хімія та метали | 7,1%    | 8,3%    |
| Переробка металів | 7,1%    | 8,3%    |
| Продукти харчування | 7,1%    | 8,3%    |
| Текстиль | 28,6%   | 33,3%   |
| Виробництво меблів, видання | 28,6%   | 25%     |
| Інше | 14,3%   | 8,3%    |
| Усього підприємств | 14      | 12      |

#### Роздрібна торгівля
| \| Підприємства роздрібної торгівлі міста, за сферою діяльності \| Підприємства роздрібної торгівлі міста, за сферою діяльності \| Підприємства роздрібної торгівлі міста, за сферою діяльності \| \| Рік \| 2002 р. \| 2001 р. \| \| ------------------------------------------------------------ \| ------------------------------------------------------------ \| ------------------------------------------------------------ \| \| Продукти харчування \| 48,3% \| 48,4% \| \| Одяг та взуття \| 6,9% \| 6,5% \| \| Товари для дому \| 3,4% \| 3,2% \| \| Книги та періодичні видання \| 3,4% \| 3,2% \| \| Промислова хімічна продукція \| 6,9% \| 6,5% \| \| Продукція, пов'язана з транспортними засобами \| 0% \| 0% \| \| Інше \| 31% \| 32,3% \| \| Усього підприємств \| 29 \| 31 \| |         |         |
| Підприємства роздрібної торгівлі міста, за сферою діяльності |         |         |
| Рік | 2002 р. | 2001 р. |
| Продукти харчування | 48,3%   | 48,4%   |
| Одяг та взуття | 6,9%    | 6,5%    |
| Товари для дому | 3,4%    | 3,2%    |
| Книги та періодичні видання | 3,4%    | 3,2%    |
| Промислова хімічна продукція | 6,9%    | 6,5%    |
| Продукція, пов'язана з транспортними засобами | 0%      | 0%      |
| Інше | 31%     | 32,3%   |
| Усього підприємств | 29      | 31      |

#### Сфера послуг
| \| Підприємства міста, що працюють у сфері послуг, за діяльністю \| Підприємства міста, що працюють у сфері послуг, за діяльністю \| Підприємства міста, що працюють у сфері послуг, за діяльністю \| \| Рік \| 2002 р. \| 2001 р. \| \| ------------------------------------------------------------- \| ------------------------------------------------------------- \| ------------------------------------------------------------- \| \| Гуртова торгівля \| 2,7% \| 2,9% \| \| Готелі та готельний бізнес \| 32,4% \| 34,3% \| \| Транспорт та зв'язок \| 18,9% \| 17,1% \| \| Посередницькі фінансові послуги \| 5,4% \| 5,7% \| \| Послуги підприємствам \| 2,7% \| 2,9% \| \| Послуги фізичним особам \| 24,3% \| 28,6% \| \| Нерухомість та ін. \| 13,5% \| 8,6% \| \| Усього підприємств \| 37 \| 35 \| |         |         |
| Підприємства міста, що працюють у сфері послуг, за діяльністю |         |         |
| Рік | 2002 р. | 2001 р. |
| Гуртова торгівля | 2,7%    | 2,9%    |
| Готелі та готельний бізнес | 32,4%   | 34,3%   |
| Транспорт та зв'язок | 18,9%   | 17,1%   |
| Посередницькі фінансові послуги | 5,4%    | 5,7%    |
| Послуги підприємствам | 2,7%    | 2,9%    |
| Послуги фізичним особам | 24,3%   | 28,6%   |
| Нерухомість та ін. | 13,5%   | 8,6%    |
| Усього підприємств | 37      | 35      |

## Житловий фонд
У 2001 р. 16,3% усіх родин (домогосподарств) мали житло метражем до 59 м2, 39,7% - від 60 до 89 м2, 33,3% - від 90 до 119 м2 і
10,7% - понад 120 м2.

З усіх будівель у 2001 р. 19,6% було одноповерховими, 46,4% - двоповерховими, 29,9
% - триповерховими, 3,8% - чотириповерховими, 0,3% - п'ятиповерховими, 0% - шестиповерховими,
0% - семиповерховими, 0% - з вісьмома та більше поверхами.

## Автопарк
| \| Автомобілі, зареєстровані у місті, за призначенням \| Автомобілі, зареєстровані у місті, за призначенням \| Автомобілі, зареєстровані у місті, за призначенням \| \| Рік \| 2006 р. \| 2005 р. \| \| -------------------------------------------------- \| -------------------------------------------------- \| -------------------------------------------------- \| \| Приватні автомобілі \| 66,8% \| 66,7% \| \| Мотоцикли \| 6,5% \| 7,1% \| \| Вантажівки \| 22,7% \| 22,3% \| \| Трактори \| 0% \| 0% \| \| Автобуси та ін. \| 4% \| 3,8% \| \| Усього автомобілів \| 856 шт. \| 860 шт. \| |         |         |
| Автомобілі, зареєстровані у місті, за призначенням |         |         |
| Рік | 2006 р. | 2005 р. |
| Приватні автомобілі | 66,8%   | 66,7%   |
| Мотоцикли | 6,5%    | 7,1%    |
| Вантажівки | 22,7%   | 22,3%   |
| Трактори | 0%      | 0%      |
| Автобуси та ін. | 4%      | 3,8%    |
| Усього автомобілів | 856 шт. | 860 шт. |

## Вживання каталанської мови
У 2001 р. каталанську мову у місті розуміли 99,5% усього населення (у 1996 р. - 99,2%), вміли говорити нею 93,7% (у 1996 р. - 
88,7%), вміли читати 92,9% (у 1996 р. - 80,6%), вміли писати 72,7
% (у 1996 р. - 51,2%). Не розуміли каталанської мови 0,5%.

## Політичні уподобання
У виборах до Парламенту Каталонії у 2006 р. взяло участь 763 особи (у 2003 р. - 894 особи). Голоси за політичні сили розподілилися таким чином:
| \| Вибори до Парламенту Каталонії \| Вибори до Парламенту Каталонії \| Вибори до Парламенту Каталонії \| \| Рік \| 2006 р. \| 2003 р. \| \| -------------------------------------- \| ------------------------------ \| ------------------------------ \| \| Конвергенція та Єднання (CiU) \| 43% \| 40,5% \| \| Соціалістична партія Каталонії (PSC) \| 30,9% \| 31,5% \| \| Народна партія (PP) \| 3,3% \| 4% \| \| Ініціатива за зелену Каталонію (IC) \| 5,2% \| 4% \| \| Республіканська лівиця Каталонії (ERC) \| 15,6% \| 19,5% \| \| Громадянська партія (C's) \| 0,1% \| 0% \| \| Інші \| 1,8% \| 0,4% \| |         |         |
| Вибори до Парламенту Каталонії |         |         |
| Рік | 2006 р. | 2003 р. |
| Конвергенція та Єднання (CiU) | 43%     | 40,5%   |
| Соціалістична партія Каталонії (PSC) | 30,9%   | 31,5%   |
| Народна партія (PP) | 3,3%    | 4%      |
| Ініціатива за зелену Каталонію (IC) | 5,2%    | 4%      |
| Республіканська лівиця Каталонії (ERC) | 15,6%   | 19,5%   |
| Громадянська партія (C's) | 0,1%    | 0%      |
| Інші | 1,8%    | 0,4%    |

У муніципальних виборах у 2007 р. взяло участь 913 осіб (у 2003 р. - 995 осіб). Голоси за політичні сили розподілилися таким чином:
| \| Муніципальні вибори \| Муніципальні вибори \| Муніципальні вибори \| \| Рік \| 2007 р. \| 2003 р. \| \| -------------------------------------- \| ------------------- \| ------------------- \| \| Конвергенція та Єднання (CiU) \| 45,1% \| 37,6% \| \| Соціалістична партія Каталонії (PSC) \| 52,6% \| 59,2% \| \| Народна партія (PP) \| 2,3% \| 3,2% \| \| Ініціатива за зелену Каталонію (IC) \| 0% \| 0% \| \| Республіканська лівиця Каталонії (ERC) \| 0% \| 0% \| \| Громадянська партія (C's) \| 0% \| 0% \| \| Інші \| 0% \| 0% \| |         |         |
| Муніципальні вибори |         |         |
| Рік | 2007 р. | 2003 р. |
| Конвергенція та Єднання (CiU) | 45,1%   | 37,6%   |
| Соціалістична партія Каталонії (PSC) | 52,6%   | 59,2%   |
| Народна партія (PP) | 2,3%    | 3,2%    |
| Ініціатива за зелену Каталонію (IC) | 0%      | 0%      |
| Республіканська лівиця Каталонії (ERC) | 0%      | 0%      |
| Громадянська партія (C's) | 0%      | 0%      |
| Інші | 0%      | 0%      |